# カノコソウ
カノコソウ（鹿の子草、学名：Valeriana fauriei Briq.）はオミナエシ科カノコソウ属の多年草。別名はハルオミナエシ。 

## 概要
北海道、本州、四国、九州、朝鮮半島、中国に分布する多年草。山地の湿った草地にやや稀に生える。上から見ると、ポツポツとした蕾が鹿の子絞りに見えることからカノコソウの名がついた。5-7月頃に、オミナエシに似た姿で淡紅色の小花を多数咲かせる。このことから「ハルオミナエシ」の別名がある。高さ40～80 cm。葉は羽状に全裂する。雄しべは4本で、花冠の直径は約3 mm。葉は対生する。

## 利用

### 生薬
根と球根は吉草根（きっそうこん）または纈草根（けっそうこん）という生薬になり、日本薬局方に収録されておりヒステリーなどに対する鎮静作用、睡眠の改善作用、リラックス効果がある。

### 香料
根にイソ吉草酸を含み特有の香気があるため、タバコの香料にもされる。昭和初期には大量に栽培生産されて、ヨーロッパに輸出されていて、現在も北海道の訓子府町、湧別町で栽培されている。

## 近縁種
- セイヨウカノコソウ（Valeriana officinalis L. & Maillefer） - ヨーロッパが原産地。
- ツルカノコソウ（蔓鹿の子草、Valeriana flaccidissima） - 雄しべの花外への飛び出しが、カノコソウより少ない[5]。

## 種の保全状況評価

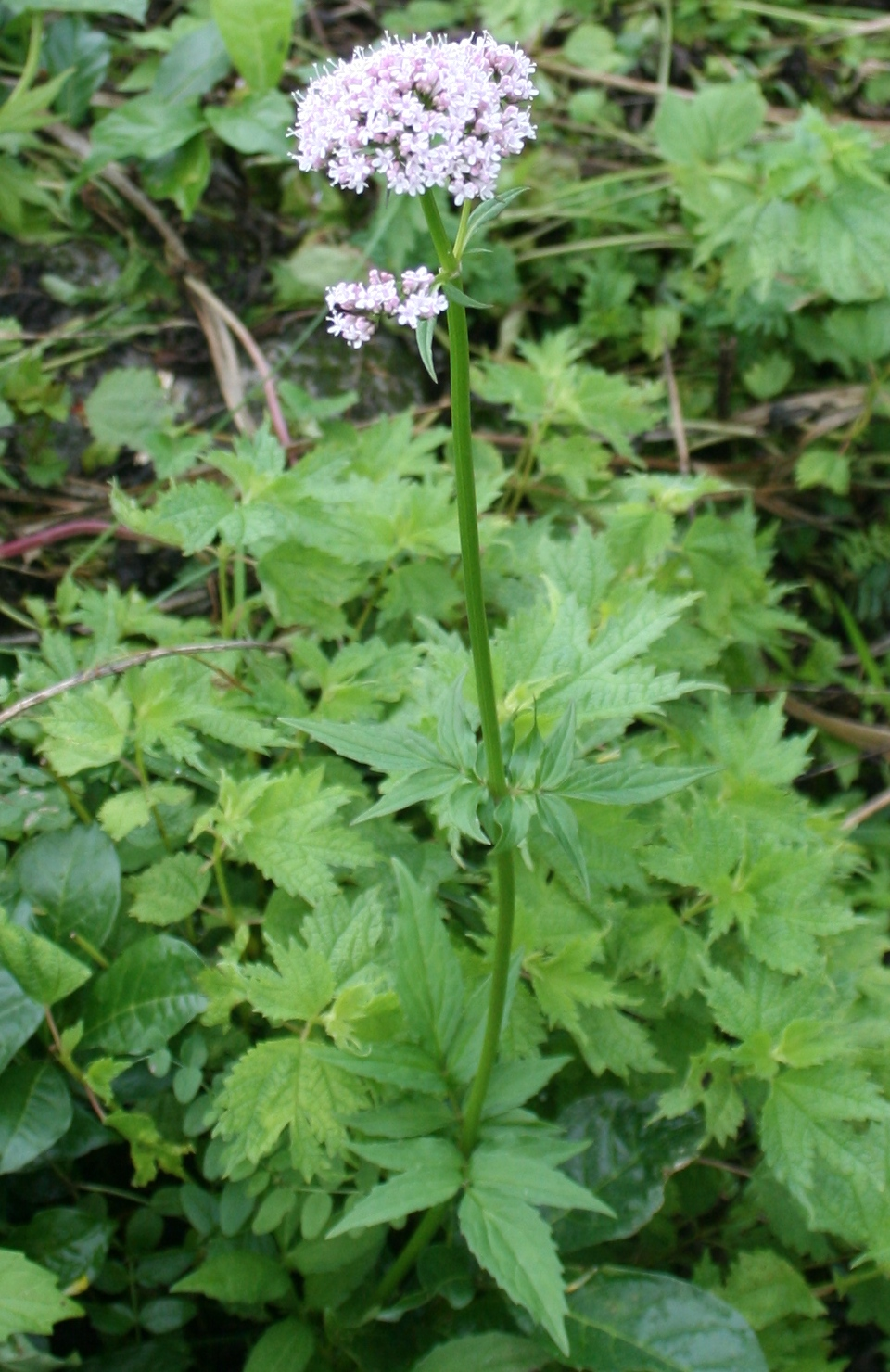
カノコソウ（伊吹山・6月）

日本の各都道府県で、以下のレッドリストの指定を受けている。環境省としての、レッドリストの指定はない。森林伐採や園芸採取などにより減少傾向にある。
- 絶滅 - 神奈川県
- 絶滅危惧I類 - 秋田県、長野県、三重県、京都府、徳島県
- 危急種 - 山形県、石川県、大阪府、奈良県、愛媛県[8]、長崎県、鹿児島県
- 準絶滅危惧 - 青森県、岐阜県、島根県[9]